# Amphipoea keiferi
Amphipoea keiferi là một loài bướm đêm trong họ Noctuidae.